# Ђорђе Бошан (физичар)
Др. Ђорђе Бошан (Сента 8. јун 1926 — Ниш, 28. мај 2010) био је српски физичар, привредник и редовни професор физике и вакуумске технике на Електронском факултету Универзитета у Нишу.

## Школовање
Основну школу похађао је у Сенти и Кикинди а гимназију је завршио у Новом Саду 1948. године. Природно-математички факултет Универзитета у Београду завршио је 1952.године.
Докторирао је 1975. године на Природно математичком факултету у Београду са темом „Проучавање физичких феномена приликом електричног пробоја у гасовима у цевима са металним електродама“

## Радно ангажовање
Ђорђе Бошан je предавао физику на неколико високошколских установа у Србији и бавио се експерименталном физиком. Од 1953. године радио је у Електронској индустрији у Нишу (РР Заводи) на многим истраживачким пројектима и као руководиоц у неколико предузећа ондашње Еи.
Учествовао је у оснивању и организацији ЕИ Истраживачко-развојног института ("Еи ИРИН") у Нишу.
Радио је на развоју производње полупроводника као развоју производње и пречишћавања гасова високе чистоће. Увео је у Еи следеће технологије: синтеровање, затапање стакла са металима и коришћење вакуумских пумпи. Поред тога знатан део његове делатности се односио на конструкцију и реализацију процесне опреме у области вакуумске технике. Организовао је лабораторију за развој и израду гасних цеви и детектора јонизујућих честица.
Био је носилац изградње-стварања фабрике за производњу полупроводника 1971.године а касније и директор Еи-Полупроводници а касније директор Групације фабрика Еи за производњу саставних делова.
Учествовао је у организацији изградње и пуштању у рад више технолошких објеката Еи у: Ђевђелији, Нишу, Београду и Покрајини Косово.
Од 1960, године па до пензионисања био је предавач из области физике на: Техничком факултету у Нишу, Електронском факултету у Нишу, Вишој машинскиј школи у Нишу, Медицинском факултету у Нишу и Филозофском факултету у Нишу.
Активно је учествовао у програмирању, пројектовању, организацији изградње и опремању нове зграде Електронског факултета у Нишу, од 1971. године па до њеног свечаног пуштања 1982.године.
Од јуна 1975. године па до пензионисања 1993. године је био стално запослен на Електронском факултету Универзитета у Нишу као редовни професор и предавач али је неколико пута био и на значајним руководоћим функцијама. Предавао је студентима физику, вакуумску технику и операције у технологији компонената. На последипломским студијама предавао је следеће предмете: физика јонизованих гасова и физички и хемијски процеси у вакууму и гасовима.

## Уџбеници и значајни научни радови
Објавио је више од 130 научних радова у Југославији, Немачкој, Мађарској и Енглеској.
Написао је уџбеник за студенте : "Вакуумска техника , Физички основи вакуумске технике 1 део"
Једно од његових најзначајнијих научних резултата је откриће егзистенције дугоживећих метастабилних стања у гасовима под притиском и могућност њиховог транспортовања кроз цевоводе.
Био је ментор за израду три докторске дисертације и више десетина магистарских и дипломских радова из области физике.

## Признања
- Специјална награда Завода РР
- Орден рада
- Октобарска награда Града Ниша
- Седмојулска награда Града Београда
- Плакета Електронског факултета у Нишу
- Плакета Универзитета у Нишу
- Повеља Филозофског факултета у Нишу
- Признање Института за физику у Београду

## Биографија
Рођен је у јеврејској породици од оца Александра (адвокат) и мајке Пауле. Имао је сестру Магду (1922.-2004.) и брата Павла (1931.-1944.). Оца су убили мађарски фашисти у Чуругу 1942.године. Мајка и брат Павле су страдали у Аушвицу августа 1944. године при крају Другог светског рата. Рат су преживели само њгова старија сестра Магда и он. Током рата страдао је већи део његове родбине.
Рат је преживео само зато што је познавао електричарски занат јер је Немцима и Мађарима требао као радник (Мајка га је гурнула у "живот" односно у "занатлије" при "класификацији логораша").
После рата се школовао у Новом Саду и Београду. Једно време становао код сестре Магде а после тога у јеврејском студентском дому.
Сестра Магда Бошан Симин је била један од оснивача Радио-Новог Сада и дугогодишњи уредник. Поред тога била је истакнути друштвено политички радник и писац, добитница Награде за животно дело Друштва књижевника Војводине (1999.г.) 
Од 1953. године па до смрти професор др. Ђорђе Бошан живео је у Нишу.